# Mila Markov Španović
Mila Markov Španović (Mali Guber, Livno, 9. veljače 1961.),  hrvatska je književnica, književna prevoditeljica i kulturna djelatnica iz Vojvodine, rodom iz BiH. Živi i radi u Srijemskoj Mitrovici. Govori francuski i talijanski. Radi kao sudski tumač za francuski pri Višem sudu u Srijemskoj Mitrovici. Piše prozu i pjesme. Poezija joj je slobodna stiha, pri čemu bogato rabi metafore.

## Životopis
Rodila se u BiH u Malom Guberu 1961. Osnovnu je školu pohađala u Guberu a gimnaziju u Livnu. Studirala je francuski jezik na Filozofskom fakultetu u Sarajevu i Beogradu te specijalistički studij prevoditeljstva na odsjeku za romanistiku i poslijediplomski doktorski studij hrvatske kulture na odsjeku za kroatistiku u Zagrebu.
Održavala je izvannastavne vježbe hrvatskog jezika i književnosti. Organizirala je s polaznicima Odjela za hrvatski jezik i književnost pri HKC odlaske na recitatorske smotre u Pazovi, Srijemskoj Mitrovici, Subotici i Sečnju. Budući da je sve uzraste uključivala u sate hrvatskoga jezika, pridonijela je početku nastave hrvatskoga jezika u osnovnim školama u Srijemskoj Mitrovici.
Pomaže u uredništvu Leksikonu Hrvata istočnoga Srijema.
Redovito sudjeluje na susretima hrvatskih pjesnika iz Vojvodine Lira naiva te na susretima hrvatskih pjesnika iz iseljeništva u Rešetarima.  
Članica je Hrvatskoga akademskog društva, čijom je voditeljicom Odjela za hrvatski jezik i književnost bila u razdoblju od 2002. do 2007. godine. Bila je članicom Odjela za obrazovanje HNV-a.

## Djela
- Maxima minimis... (knjiga na hrvatskom, latinskom i francuskom)
- Libertas mea, zbirka pjesama na hrvatskom i francuskom
- Jezik je zapravo domovina, stručna knjiga stručnu knjigu pisanu znanstvenim stilom hrvatskoga jezika

Pjesme su joj objavljene u zbornicima izdanja 
- Molitva i druge pjesme

Prevela je pjesme Nedeljka Terzića Larmes seches.

## Vanjske poveznice
- HNV  Arhivirana inačica izvorne stranice od 6. listopada 2015. (Wayback Machine) Lira naiva
- Diurnarius Mila Markov Španović: Avez-vous lu En attendant Godot
- Zajednica protjeranih Hrvata iz Srijema Bačke i Banata  Arhivirana inačica izvorne stranice od 23. ožujka 2012. (Wayback Machine) VII. Susreti književnika hrvatskih manjina s književnicima u Republici Hrvatskoj